# Liste de ponts du Yémen
Cet article présente une liste de ponts remarquables du Yémen, tant par leurs caractéristiques dimensionnelles, que par leur intérêt architectural ou historique. 

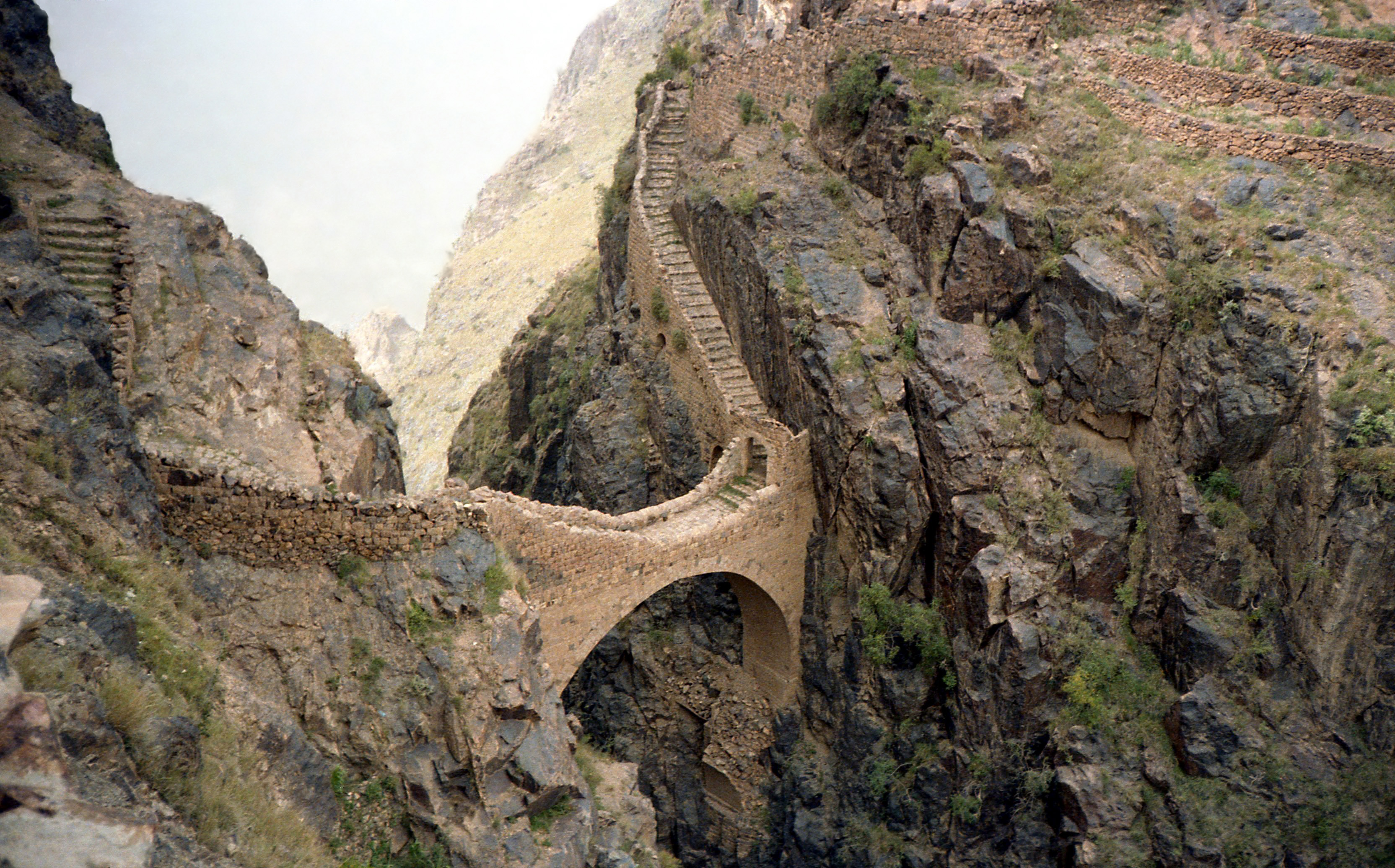
Le pont Shaharah sur les monts Sarawat au Yémen.

La liste peut être triée selon les différentes entrées du tableau pour voir ainsi les ponts en arc ou les ouvrages les plus récents par exemple.

## Ponts présentant un intérêt historique ou architectural
|                                                           |   | Nom                            | Arabe     | Distinction                   | Long. | Type       | Voie portée Voie franchie | Date         | Localisation                              | Gouvernorat | Ref. |
| --------------------------------------------------------- | - | ------------------------------ | --------- | ----------------------------- | ----- | ---------- | ------------------------- | ------------ | ----------------------------------------- | ----------- | ---- |
| Shaharah Bridge (Shahara), Chharh Bridge, Bridge of Sighs | 1 | Pont Shaharah Pont des Soupirs | جسر شهارة | Le plus célèbre pont du Yémen | 20    | Maçonnerie | Pont piétonnier           | XVIIe siècle | Shaharah 16° 10′ 12,1″ N, 43° 42′ 16,1″ E | 'Amran      | ,    |

## Grands ponts
Ce tableau présente les ouvrages ayant des portées supérieures à 100 mètres ou une longueur totale supérieure à 3 000 mètres (liste non exhaustive).
|                                                                                     |   | Nom                           | Arabe              | Portée | Long. | Type     | Voie portée Voie franchie                             | Date | Localisation                              | Gouvernorat     | Ref.       |
| ----------------------------------------------------------------------------------- | - | ----------------------------- | ------------------ | ------ | ----- | -------- | ----------------------------------------------------- | ---- | ----------------------------------------- | --------------- | ---------- |
| Djibouti-Yemen Bridge, Bridge of the Horns, Bab-el-Mandeb Bridge, Hell Gates Bridge | 1 | Pont Djibouti-Yémen en projet | جسر القرن الإفريقي | 5000   | 28500 | Suspendu | 6 voies routières 4 lignes ferroviaires Bab-el-Mandeb | 2020 | Al Noor City 12° 35′ 00″ N, 43° 20′ 00″ E | Ta'izz Djibouti | [ Note 2 ] |